# Halina Skibniewska
Halina Skibniewska, rozená Erentzová (10. ledna 1921 Varšava – 20. dubna 2011 Varšava), byla polská architektka a urbanistka, profesorka, doktorka architektury, politička, členka Sejmu Polské lidové republiky. Od roku 1971 do roku 1985 byla zástupkyní maršálka Sejmu.

## Život
Skibniewska studovala na Varšavské polytechnice. Za okupace spolupracovala se Zemskou armádou. Studia dokončila v roce 1948. Byla druhou manželkou architekta Zygmunta Skibniewského.

### Odborná činnost
Podílela se na rekonstrukci vartšavského Národního divadla. Od roku 1957 pracovala ve Varšavském bytovém družstvu. Byla silně spjatá se Żoliborzem, právě zde realizovala svůj projekt: Sady Żoliborskie, považovaný za jeden z nejlepších v té době. Ve svých návrzích reprezentovala především modernu a zahrnovala mnoho originálních řešení, např.: využití přírodní zeleně (Sady Żoliborskie) nebo dekorativní fragmenty z ruin historických budov (sídliště Szwoleżerów).
V letech 1975 až 1985 byla profesorkou na Varšavské polytechnice. Její vědecké zájmy se soustředily na problematiku lidského života ve městě, společenské funkce obytných budov a urbanistické ekologie. Zabývala se také problematikou přizpůsobení pobytových zařízení potřebám handicapovaných osob.

### Politická činnost
V letech 1965–1985 byla poslankyní Sejmu Polské lidové republiky. Od roku 1971 do roku 1985 byla zástupkyní maršálka Sejmu; byla první ženou v historii polského Sejmu, která byla v této funkci. Byla nejdéle sloužící poslankyní v historii Sejmu. V 8. volebním období Sejmu, během stanného práva, pomohla mnoha opozičním aktivistům, kteří byli zbaveni svobody, odejít nebo získat dovolenou z internace, včetně Bronisława Komorowského. Po skončení 8. funkčního období v roce 1985 přestala zastávat poslanecký mandát; potom byla v roce 1986 jmenována do poradní rady předsedy Státní rady Wojciecha Jaruzelského. Po roce 1989, kdy byl tento orgán rozpuštěn, se stáhla z politické činnosti.